# Лука Лудбрешка
Лука Лудбрешка је насељено место у саставу општине Свети Ђурђ у Вараждинској жупанији, Хрватска. До територијалне реорганизације у Хрватској налазила се у саставу старе општине Лудбрег.

## Становништво
На попису становништва 2011. године, Лука Лудбрешка је имала 255 становника.

## Попис1991.
На попису становништва 1991. године, насељено место Лука Лудбрешка је имало 307 становника, следећег националног састава:
| Попис 1991.‍ | Попис 1991.‍ | Попис 1991.‍ | Попис 1991.‍ | Попис 1991.‍ |
| ----------- | ----------- | ----------- | ----------- | ----------- |
|             |             |             |             |             |
| Хрвати      | Хрвати      |             | 306         | 99,67%      |
| непознато   | непознато   |             | 1           | 0,32%       |
| укупно: 307 |             |             |             |             |